# Parczew (gmina)
Pour les articles homonymes, voir Parczew (homonymie).
Parczew est une gmina mixte ou urbaine-rurale (gmina miejsko-wiejska) du powiat de Parczew, dans la Voïvodie de Lublin, dans l'est de la Pologne.
Son siège administratif (chef-lieu) est la ville de Parczew, qui se situe environ 48 kilomètres (km) au nord-est de la capitale régionale Lublin (capitale de la voïvodie).
La gmina couvre une superficie de 146,23 km2 pour une population de 14 852 habitants en 2006.

## Histoire
De 1975 à 1998, la gmina est attachée administrativement à l'ancienne Voïvodie de Biała Podlaska.

Depuis 1999, elle fait partie de la nouvelle voïvodie de Lublin.

## Géographie
Outre la ville de Parczew, la gmina inclut les villages (sołectwa) de:

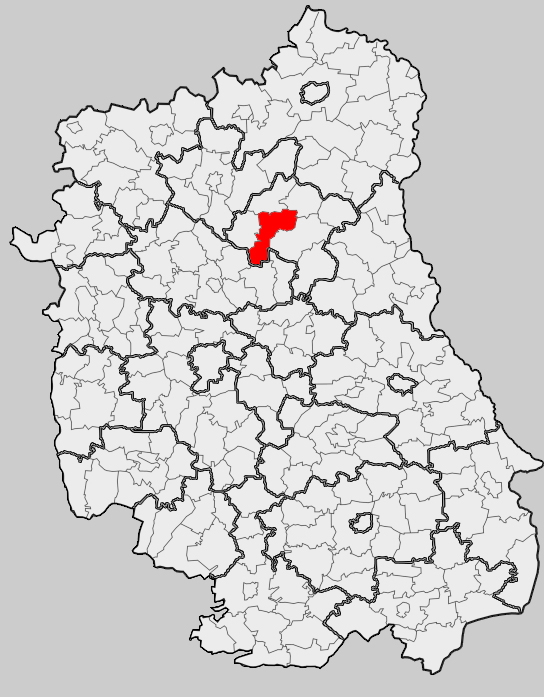
Position de la gmina dans la voïvodie

- Babianka
- Brudno
- Buradów
- Jasionka
- Koczergi
- Komarne
- Królewski Dwór
- Laski
- Michałówka
- Pohulanka
- Przewłoka
- Siedliki
- Sowin
- Szytki
- Tyśmienica
- Wierzbówka
- Wola Przewłocka
- Zaniówka

### Gminy voisines
La gmina de Parczew est voisine des gminy de:
- Dębowa Kłoda
- Jabłoń
- Milanów
- Niedźwiada
- Ostrów Lubelski
- Siemień
- Uścimów

## Structure du terrain
D'après les données de 2002, la superficie de la commune de Parczew est de 146,23 kilomètres carrés, répartis comme telle :
- terres agricoles : 63%
- forêts : 25%

La commune représente 15,35% de la superficie du powiat.

## Démographie
Données du 31 décembre 2012 :
| Description        | Total  | Total | Femmes | Femmes | Hommes | Hommes |
| ------------------ | ------ | ----- | ------ | ------ | ------ | ------ |
| Unité              | Nombre | %     | Nombre | %      | Nombre | %      |
| Population         | 14 860 | 100   | 7 610  | 51,2   | 7 250  | 48,8   |
| Densité (hab./km²) | 145    | 145   | 52,0   | 52,0   | 49,6   | 49,6   |